# 烏克蘭語維基百科
烏克蘭語維基百科（羅馬化：Ukrainska Vikipediia）是網絡百科全書維基百科協同寫作計劃的烏克蘭語版本，在2004年成立。烏克蘭語維基百科在2023年底有超過130万篇條目，在全维基百科排第14位。

## 沿革及發展

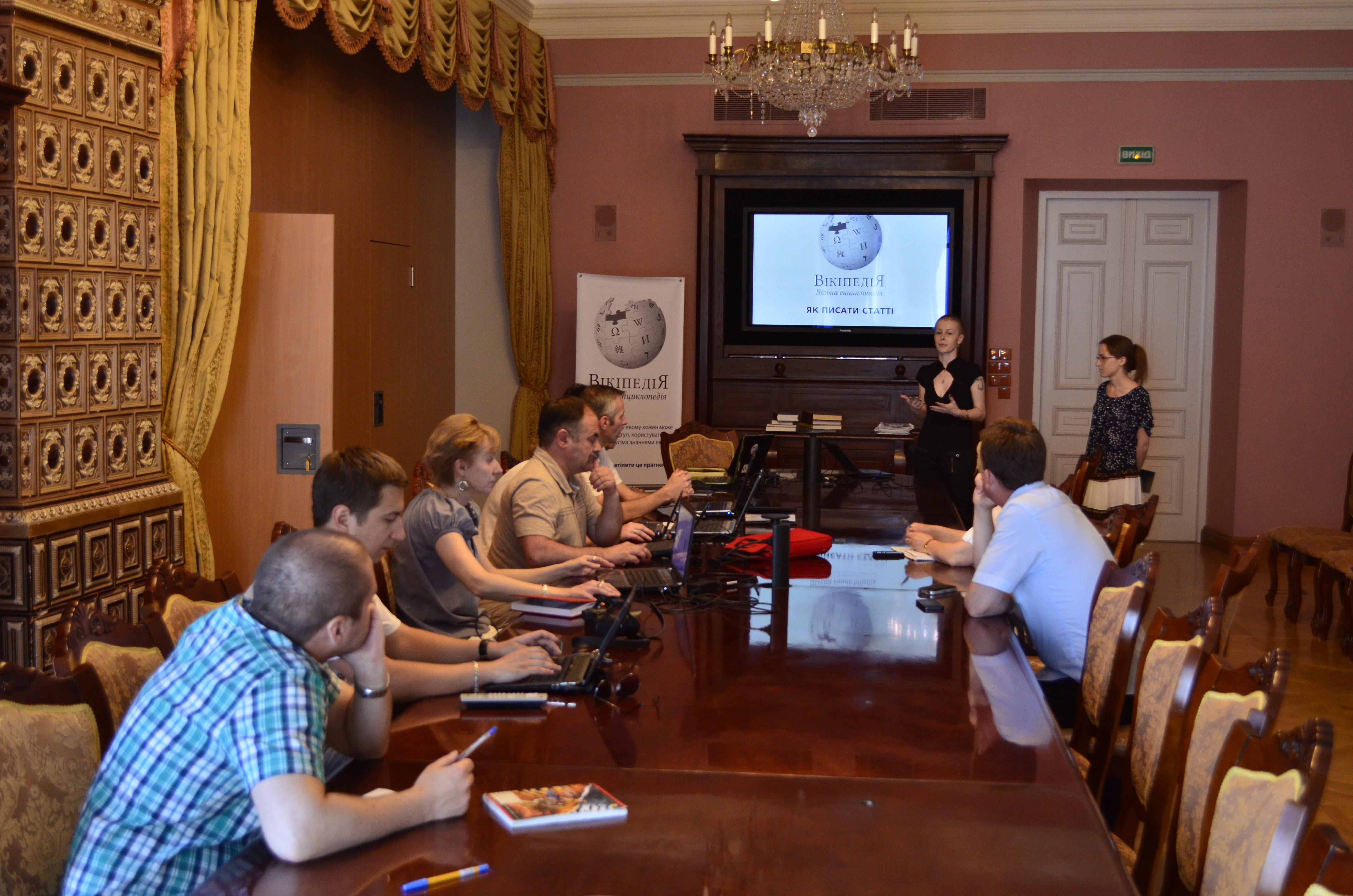
於基輔聖索菲亞主教座堂舉行的維基百科訓練班

烏克蘭語維基百科在2004年1月30日成立，此後穩步發展。研究指出，2007年的烏克蘭語維基百科的條目一般較短，而且條目之間的連接比法語版本和西班牙語版本較差。有編者憶述，烏克蘭語維基百科在2009年只有約120,000篇條目，是零散的知識小島；即使到了2013年，烏克蘭語維基百科仍然有空白的領域。在2010年代初，烏克蘭語維基百科的條目發展主要是在愛德華·史諾登、一項反盜版法律、以及敘利亞的化學武器袭击事件三項話題上，關於烏克蘭本身的條目反而不被關注。
2014年12月的烏克蘭語維基百科每18秒有一筆編輯、每八分鐘有一篇新條目，每天增長了約200篇條目。烏克蘭語維基百科的條目數量在2015年11月13日突破600,000篇。

## 編者社群和寫作項目

烏克蘭維基人分佈圖（2011年）

於2015年11月13日，烏克蘭語維基百科共有2,386名活躍用戶（即是在30日之內有最少一筆編輯的用戶）。編者尤里·佩羅格尼奇在2013年承認，烏克蘭語維基百科的社群發展較慢；他在2015年亦指出，烏克蘭語維基百科的社群較少，每50,000名讀者中只有一人參與編輯。
維基媒體基金會烏克蘭分會是維基媒體基金會設於烏克蘭的地區分會，由佩羅格尼奇在2009年創立。分會曾與哈爾科夫大學簽訂合作協議，該校學生由遞交论文改為在烏克蘭語維基百科編輯條目，而校方也會支援維基百科科學條目編者、以及維基媒體基金會烏克蘭分會成員。此外，維基媒體基金會烏克蘭分會也會舉辦工作坊和教育活動，從而邀請新編者加入烏克蘭語維基百科。
2016年初，烏克蘭語維基百科舉辦了為期三天的编辑松活動，因而在該三天內增加了1,000篇以上的條目、以及約1,000名編者。

## 政治參與
2014年1月，烏克蘭語維基百科為抗議烏克蘭反示威法而暫時關站30分鐘，並在站內放置抗議橫額。同月，維基媒體基金會烏克蘭分會也在烏克蘭語維基百科社群的協助之下致函當地政府部門，表示他們對一項電信法例修正案的關注。
2022年俄羅斯入侵烏克蘭期間，烏克蘭語維基百科將其標誌更改為烏克蘭國旗的藍色和金色，以示對烏克蘭的聲援。

## 面臨的困難

### 語言問題
有評論認為，烏克蘭的語文政策是阻礙烏克蘭語維基百科社群成長的因素之一。根據烏克蘭報章《當天》在2013年的報導，在居於烏克蘭的維基百科「專業編者」當中，只有51.1%在烏克蘭語維基百科貢獻，其餘的編者均參與俄語維基百科、英語維基百科等語言版本，而俄羅斯和波蘭編者為母語維基百科貢獻的比率較烏克蘭的為高；而且，俄語維基百科的每天的瀏覽人數比烏克蘭語版本高四倍。

### 毀損性編輯
烏克蘭語維基百科編者佩羅格尼奇指出，幾乎每天就有一筆篡改內容的修訂，但其他用戶一般會及時糾正這些破壞，警告、以至封禁篡改內容的用戶；他引述一宗個案，有用戶在知名政治人物的維基百科條目中虛報她已去世，有關內容在九天後遭到移除。

## 統計
烏克蘭語維基百科依瀏覽量為第24大維基百科，其中84%來自烏克蘭、3.9%來自美國、1.9%來自俄羅斯；在烏克蘭，烏克蘭語維基百科僅占維基百科瀏覽量的16%，遠低於俄語維基百科的72.4%。

## 外部連結
- 烏克蘭語維基百科 （页面存档备份，存于）